# Desiya Murpokku Dravida Kazhagam
Die Desiya Murpokku Dravida Kazhagam (DMDK) (Tamil: தேசிய முற்போக்கு திராவிட கழகம் [ˈd̪eːsijə ˈmurpoːkːɯ ˈd̪rɑːʋiɖə ˈkaɻəɦʌm] „nationaler fortschrittlicher dravidischer Bund“) ist eine Regionalpartei in dem indischen Bundesstaat Tamil Nadu. Sie wurde 2005 von dem populären Schauspieler Vijayakanth gegründet. Wie die DMK und AIADMK, die die Politik Tamil Nadus dominieren, gehört die DMDK zu den sogenannten „dravidischen Parteien“, die eine tamilisch-nationalistische Politik vertreten. Der Erfolg der DMDK beruht aber vor allem auf dem Charisma ihres Parteiführers Vijayakanth.
Bei der Parlamentswahl in Tamil Nadu 2006, bei der die DMDK erstmals antrat, schloss sie sich keinem der bestehenden Parteienbündnisse an, bei denen die sich Parteien wegen des herrschenden Mehrheitswahlrechts die Wahlkreise untereinander aufteilen, sondern trat unabhängig in allen 234 Wahlkreisen an. Die DMDK konnte 8,4 % der Wählerstimmen auf sich vereinen, errang aber in nur einem Wahlkreis die Mehrheit. Der Parteigründer Vijayakanth zog als einziger Kandidat der DMDK in das Parlament ein. Auch bei der gesamtindischen Parlamentswahl 2009 trat die DMDK unabhängig in allen 39 Wahlkreisen Tamil Nadus sowie in Puducherry an. Sie verbesserte ihren Stimmenanteil im Tamil Nadu auf 10,1 %, konnte aber keinen Sitz erlangen. Im Vorfeld der Parlamentswahl in Tamil Nadu 2011 schloss sich die DMDK der Parteienallianz unter Führung der oppositionellen AIADMK an. Diesmal gewann die Partei 29 von 41 Wahlkreisen, in denen sie antrat. Damit wurde sie nach der siegreichen AIADMK, aber noch vor der zuvor regierenden DMK die zweitstärkste Partei in dem Parlament.
Das Parteilogo der DMDK ist eine Trommel, die Parteifarben sind Rot-Gelb-Schwarz.